# Sibylle Matter
Sibylle Matter (Hergiswil, 2 september 1973) woont in Plaffeien, is een Zwitserse triatlete. Ze schreef de Ironman Switzerland op haar nam en nam verschillende keren deel aan de Ironman Hawaï. Ze vertegenwoordigde haar land bij verschillende internationale wedstrijden waaronder de Olympische Spelen.

## Biografie
In haar jeugd was ze een sterk zwemmer. Zo won ze in 1986 de Zwitserse jeugdkampioenschappen 100 m borstcrawl en behaalde ze in 1991 een zilveren medaille bij de senioren op de 100 m en 200 m borstcrawl.
In 2000 plaatste Matter zich voor de Olympische Spelen van Sydney. Op deze Spelen maakte triatlon haar olympische debuut. Ze werd 36e in 2:13.25,38. Drie jaar later werd ze Zwitsers kampioene op dezelfde afstand. In 2008 boekte ze goede resultaten door de Ironman Switzerland op haar naam te schrijven in 9:30.12. Ze had hierbij ruim vijf minuten voorsprong op de Duitse Kathrin Pätzold. Ook won ze een zilveren medaille op de Europese kampioenschappen.
Ze is aangesloten bij Triathlon Club Hergiswil, Schwimm Klub Bern en Bikeclub Sense Oberland. Naast triatlete is ze ook arts.

## Titels
- Zwitserse kampioene triatlon op de olympische afstand - 2003

## Palmares

### triatlon (olympische afstand)
- 1996: 19e EK in Szombathely - 2:06.21
- 1997: 19e EK in Vuokatti - 2:24.08
- 1997: 32e WK olympische afstand in Perth - 2:06.54
- 1998: 9e ITU wereldbekerwedstrijd in Zürich
- 1998: 13e EK in Velden - 2:07.22
- 1998: 25e WK olympische afstand in Lausanne - 2:14.05
- 2000:  WK Studenten in Tiszaujvaro
- 2000: 15e EK in Stein - 2:12.24
- 2000: 36e Olympische Spelen van Sydney - 2:13.25,38
- 2001: 14e EK in Karlovy Vary - 2:25.41
- 2002: 24e EK in Györ - 2:03.06
- 2002: 31e WK in Cancún - 2:08.40
- 2003:  Zwitserse kampioenschappen
- 2003: 34e EK in Karlovy Vary - 2:22.48
- 2005: 21e EK in Lausanne - 2:13.19
- 2006: 17e EK in Autun - 2:17.47
- 2006: 27e WK in Lausanne - 2:09.38

### triatlon (lange afstand)
- 2001:  1/2 Ironman UK
- 2002: 9e Ironman Hawaï - 9:42.51
- 2004:  1/2 Ironman UK
- 2005:  Ironman Florida - 9:36.45
- 2006: 20e Ironman Hawaï - 9:54.16
- 2007: 6e Ironman 70.3 Florida
- 2007:  EK XTerra - 3:01.01
- 2008:  Ironman Switzerland - 9:30.12
- 2008:  EK XTerra - 3:01.01
- 2008: 13e Ironman Hawaï - 9:44.54
- 2009: 4e WK lange afstand in Perth - 4:21.42
- 2009: 4e Ironman 70.3 Switzerland - 4:37.04
- 2009:  Ironman Switzerland - 9:14.35